# Resurrezione (Paolo Uccello)
La Resurrezione  è una vetrata (diametro 480 cm) disegnata da Paolo Uccello e realizzata dal vetraio Bernardo di Francesco, databile al 1443 e conservato nel tamburo del Duomo di Firenze.

## Storia
Gli anni trenta-quaranta del Quattrocento furono anni di intensa attività di Paolo Uccello alla decorazione interna di Santa Maria del Fiore, avviati nel 1436 col Monumento equestre a Giovanni Acuto e proseguiti nei primi anni del quinto decennio con le vetrate dell'Annunciazione (perduta), della Natività e della Resurrezione, nonché l'orologio.
La vetrata, prima di Paolo Uccello, venne pagata nel luglio 1443 con 40 fiorini, una cifra appena inferiore a quella dei grandi affreschi dell'artista nella cattedrale, che fa pensare a un lavoro articolato, che dovette comprendere la colorazione del cartone.

## Descrizione e stile
Il Cristo risorto è mostrato mentre si leva da un sarcofago aperto, col coperchio spostato a sinistra, tra due quinte composte dai soldati addormentati a da alcune sintetiche notazioni sul paesaggio: un pesco e una roccia scheggiata.
Cristo è inarcato in avanti dal movimento, con una veste bianca con fiori mossa dal vento. Raggi si sprigionano dal suoi corpo, una mano è levata e mostra il segno della crocifissione, mentre l'altra è abbassata al fianco e regge il vessillo crociato. La cornice è composta da girali alternate a medaglioni con motivi geometrici che assomigliano a fiori stilizzati.
L'avvenimento è tradotto in una visione fantastica, in cui la chiara cromia del vetro esalta il senso di splendida visione, sapientemente aiutata dalla scelta di tonalità chiare che risaltano sullo sfondo azzurro intenso. Lo scorcio prospettico del sarcofago è il primo esempio di prospettiva in una vetrata. La ricchezza della fattura è testimoniata dall'attenzione ai dettagli, come le armature dei soldati decorate da elaborati motivi geometrici e la presenza, in testa a essi, del mazzocchio, copricapo maschile spesso rappresentato da Paolo nelle più complesse e svariate prospettive.